# 베라 마일스
베라 마일스(Vera Miles, 1929년 8월 23일 ~ )는 미국의 배우이다.

## 출연 작품
- 수색자 (1956)
- 오인 (1956)
- 싸이코 (1960) - 라일라 크레인 역
- 리버티 벨런스를 쏜 사나이 (1962)
- 싸이코 2 (1983) - 라일라 누미스 역